# ライツスミス
ライツスミス は、コンテンツ・アーカイブのライツマネジメント及びライセンシングにおけるグローバル企業です。大規模アーカイブを持つライツホルダー向けには、アーカイブを最適化して資金化等の目標達成するパートナーとして、プロのクリエイター向けには高付加価値の映像や静止画などのメディアコンテンツ及び関連サービスのプロバイダーとして、専門性の高い製品やソリューションを提供致します。

## サービス一覧
- 導入前コンサルテーション：メディア・アーカイブ概要把握と、管理～収益化の適切な目標設定。
- ライブラリー分析＆戦略立案: メディア資産やメタデータの現状把握・評価、内需と外需の現状把握、デリバリー需要把握、過去のデータ分析、現状のベンダーやチャネル・販売パートナーなどとの協業状況のベンチマークと改善目標達成、テスト・プログラムの立ち上げ、テスト中のデータを使った戦略詳細調整、など。
- メディア・アセット・マネジメント: デジタル化、修復、ストレージ、アクセス、デリバリー等を含む包括的なメディア・アセット・マネジメント提供
- 収益化（マネタイズ）：メディア・アーカイブ分析され細分化されたアーカイブ内のライブラリーごとの最適な販売チャネル選定・導入、デジタル・プラットフォームでの新たな収益化チャンスのリサーチ・提案・導入
- データ分析＆レポーティング：以下のようなデータに基づいた戦略立案と問題解決（デジタル化の優先順位付け、キュレーション、メタデータ作成、チャネル選定、ビジネスモデル立案など） - ウェブサイト利用（検索クエリ、ビン作成履歴、時間帯、コンバージョン　など）、セールス統計（販売地域、購入頻度、価格　など）、業界やチャネル別（トレンド、パフォーマンス　など）、イベント＆カレンダー（企業行事、イベント　など）、業界ニュース（ハリウッドスタジオ、芸能人、クリエイター、ライツ動向　など）
- 肖像権等のクリアランス＆アシュアランス（免責サービス）: 映像素材（フッテージ）や静止画（写真）などをクリエイターの方がプロジェクトに使う時に必要な許諾獲得或いは免責提供。対象は、素材自体の著作権以外の著作権（映画、テレビ番組などの場合）、タレント（俳優、スポーツ選手、その他有名人など）、一般人物、商標やロゴ、ランドマークやロケーション、音楽、テキスト、スピーチなど。
- コンテンツ・リサーチ・サービス：自社保有権利コンテンツのみならず、世界の権利保有者からのコンテンツ・リサーチと許諾獲得
- デジタル化・エンコード: 目的や予算に合ったメディア資産のデジタル化及びエンコード
- メタデータ管理・作成：目標や目的に最適なメタデータ戦略立案と作成サポート

## シャッターストック・プレミア・ライセンス
ライツスミス株式会社はシャッターストック・インク（ニューヨーク証券取引所：SSTK）の日本市場におけるプレミア・ライセンスの独占リセラー契約を獲得している。シャッターストックのプレミア・ライセンスは、広告主、広告代理店、制作会社、テレビ局、出版社、デジタル・クリエイティブ・エージェンシーなどのプロのクリエイティブの皆様のニーズに応えるために用意された、幅広いライツと免責、その他サービスを含む企業向けストックフォト/フッテージであり、コンテンツを全世界、全媒体向けに利用することができ、使用規約に沿った使用であれば全面的な免責補償が付き、一つのアカウントを複数で使用できるなど様々なメリットがある。

## 世界のオフィス
ライツスミスは、ロサンゼルス、東京、シドニーにオフィスを持っている。.